# Grzegorz Rajewicz
Grzegorz Rajewicz (ur. 22 marca 1902 w Podboroczu, zm. 15 stycznia 1955) – oficer MO i MBP. 

## Życiorys
Urodził się 22 marca 1902 w Podboroczu jako syn Edmunda i Marii. Po zakończeniu II wojny światowej wstąpił do Milicji Obywatelskiej. W Komendzie Głównej MO w Lublinie pracował kolejno w Oddziale Gospodarczym od 1 września 1944 jako buchalter, od 1 listopada 1944 równolegle p.o. głównego buchaltera, od 29 listopada 1944 jako kasjer. Następnie przeszedł do służby w Komendzie Głównej MO w Warszawie, gdzie od 1 czerwca 1945 był szefem Wydziału Buchalteryjno-Finansowego, od 15 października 1945 szefem Wydziału Finansowego. W 1946 był w stopniu majora MO. Później przeszedł do służby w Ministerstwa Bezpieczeństwa Publicznego. Od 1 lipca 1949 był naczelnikiem Biura Finansowo-Budżetowego w Wydziale V MBP, od 1 listopada 1952 do 15 stycznia 1955 w stopniu podpułkownika MO był naczelnikiem Departamentu Finansowego w Wydziale IV MBP.

## Odznaczenia
- Krzyż Kawalerski Orderu Odrodzenia Polski (1946)[2]